# Sechium pittieri
Sechium pittieri là một loài thực vật có hoa trong họ Cucurbitaceae.

## Lịch sử phân loại
Loài này được Célestin Alfred Cogniaux miêu tả khoa học đầu tiên năm 1891 dưới danh pháp Cyclanthera pittieri. Năm 1910, Henri François Pittier mô tả chi Frantzia và chuyển nó sang chi này. Năm 1978, Charles Jeffrey đề xuất mở rộng chi Sechium để gộp các loài của các chi Frantzia / Polakowskia (= Frantzia sect. Polakowskia), và xếp loài này theo danh pháp tổ hợp mới là Sechium pittieri trong tổ Frantzia.
Nghiên cứu di truyền phân tử của Sebastian et al. (2012) cho thấy Sechium nghĩa rộng là đa ngành, với các loài ban đầu được xếp trong các chi Frantzia và Polakowskia dường như không có quan hệ họ hàng gần với phần còn lại của Sechium nghĩa rộng cũng như với Sicyos; cụ thể thì 6 loài từng được liệt kê trong Frantzia tạo thành một nhánh có quan hệ họ hàng gần với Echinopepon spp.; và chúng chỉ có quan hệ họ hàng xa với Sicyos cũng như Sechium nghĩa hẹp.
Do loài điển hình của Sechium là Sechium edule lồng trong Sicyos nên việc hợp nhất Sechium nghĩa hẹp với Sicyos sẽ làm cho Sechium chỉ được coi là đồng nghĩa muộn của Sicyos, nhưng điều này cũng làm cho việc phục hồi chi Frantzia trở thành có cơ sở và có ý nghĩa. Tuy nhiên, tới thời điểm năm 2024 thì World Flora Online ghi nhận Frantzia pittieri và Sechium pittieri như là các đơn vị phân loại không được đặt vào đâu; còn The Plants of the World Online thì ghi nhận Frantzia pittieri như là từ đồng nghĩa của Sechium pittieri và nó không được đặt vào đâu.

## Từ nguyên
Tính từ định danh pittieri là để vinh danh Henri François Pittier, người đã thu thập các mẫu mà Célestin Alfred Cogniaux dùng để mô tả Cyclanthera pittieri (các isotype số 1212 thu thập ngày 8 và 9/7/1889 và số 2511 thu thập tháng 5/1890.

## Phân bố
Loài bản địa miền nam Trung Mỹ, bao gồm Costa Rica, Nicaragua, Panamá.